# Pseudorus conspectus
Pseudorus conspectus är en tvåvingeart som beskrevs av Tomasovic och Braet 2001. Pseudorus conspectus ingår i släktet Pseudorus och familjen rovflugor. Inga underarter finns listade i Catalogue of Life.